# Мазепа (симфоническая поэма)

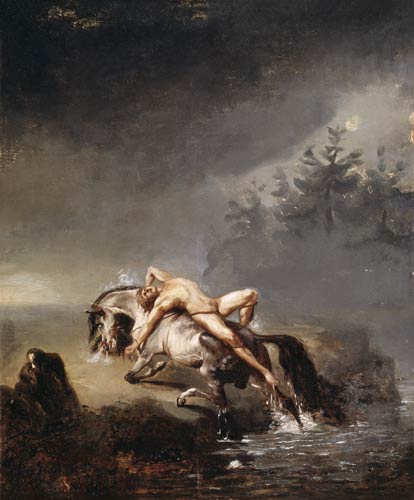
Орас Верне. Мазепа

«Мазепа» — симфоническая поэма Ференца Листа, навеянная стихами Виктора Гюго. Произведение было написано в 1850 году и впервые исполнено 16 апреля 1854 года.